# Wrociszów Dolny
Wrociszów Dolny (niem. Nieder Rudelsdorf) – wieś w Polsce położona w województwie dolnośląskim, w powiecie zgorzeleckim, w gminie Sulików.

## Części wsi
| SIMC    | Nazwa                   | Rodzaj    |
| ------- | ----------------------- | --------- |
| 1067450 | Wrociszów Dolny-Kolonia | część wsi |

## Położenie
Wrociszów Dolny to niewielka wieś leżąca na południowo-zachodnim skraju Wysoczyzny Siekierczyńskiej i granicy Obniżenia Zawidowskiego, na wysokości około 230–235 m n.p.m.

## Podział administracyjny
W latach 1975–1998 miejscowość administracyjnie należała do województwa jeleniogórskiego.

## Historia
Wrociszów Dolny jest na pewno starą wsią, chociaż o jej początkach niewiele wiadomo. W 1581 roku w dokumentach wzmiankowano szkołę ewangelicką, w roku 1755 wzniesiono nową szkołę. W 1825 roku w miejscowości były: 63 domy, dwór, szkoła ewangelicka, olejarnia, młyn wodny i cegielnia. W roku 1840 liczba domów wzrosła do 73, we wsi były: dwór, szkoła z nauczycielem, olejarnia, browar, młyn wodny o 3 kołach, 17 warsztatów bawełnianych, 10 warsztatów płócienniczych, 10 rzemieślników i 4 handlarzy. Miejscowość była ośrodkiem hodowli bydła, między innymi trzymano tu 600 merynosów i 168 sztuk innego bydła. W 1875 roku przez Wrociszów Dolny przeprowadzono linię kolejową, co jednak nie wpłynęło na rozwój miejscowości. W końcu XIX wieku wieś miała charakter rolno-przemysłowy, przy dworze była gorzelnia, poza tym działała cegielnia, torfiarnia, młyn wodny i zakład włókienniczy.

Po 1945 roku nie reaktywowano zakładów przemysłowych i miejscowość pozostała wsią rolniczą. W 1978 roku były tu 42 gospodarstwa rolne, w 1988 roku ich liczba zmalała do 25.

## Zabytki
Do wojewódzkiego rejestru zabytków wpisany jest:
- szkoła, obecnie dom nr 57, z drugiej ćwierci XX w.

## Szlaki turystyczne
Przez Wrociszów Dolny przechodzi szlak turystyczny:
- prowadzący z Zawidowa do Sulikowa.